# Donald J. Hughes
Donald 'Don' James Hughes (* 2. April 1915 in Chicago, Illinois; † 12. April 1960 in Brookhaven, New York) war ein US-amerikanischer Physiker.
Hughes wurde 1940 an der University of Chicago in Physik promoviert. Damals befasste er sich mit kosmischer Strahlung und nahm zu diesem Zweck 1941 an einer Anden-Expedition teil. Danach war er Physiker am Naval Ordnance Laboratory der US Navy, bevor er 1943 am Manhattan-Projekt in Chicago teilnahm. Gegen Ende des Krieges war er der Leiter der Kernphysik am Argonne National Laboratory, an dem er eine Gruppe leitete, die die Wechselwirkung von Neutronen untersuchte. Nach dem Krieg war er am Brookhaven National Laboratory und befasste sich weiter mit Neutronenphysik. Die von ihm gesammelten Daten über Neutronen-Wirkungsquerschnitte wurden in einem Report gesammelt, dessen Veröffentlichung (Report BNL-325) ein wichtiger Teil des internationalen Informationsaustauschs bei der Atomic Peace Conference in Genf 1955.
Er knüpfte internationale Verbindungen zu sowjetischen Wissenschaftlern und hielt Vorlesungen im Auftrag des US Information Service in Dänemark, England, Deutschland, den Niederlanden und Finnland. 1953/54 war er Fulbright Gastprofessor in Oxford.
Er war 1945 Mitglied eines Komitees unter James Franck, das im Auftrag von Arthur Holly Compton Empfehlungen über die Verwendung der Atombombe ausarbeiten sollte. Der Franck-Report sprach sich gegen einen Einsatz auf Städte in Japan aus und für eine Demonstration, was aber von der US-Regierung nicht befolgt wurde.
Er war 1955/56 Präsident der Federation of Atomic Scientists.

## Schriften

### Fachbücher
- Der Report BNL-325, weiterentwickelt zum Atlas of Neutron Resonances:[3][4]
  - S. F. Mughabghab: Atlas of Neutron Resonances: Resonance Properties and Thermal Cross Sections Z=1-60. 6. Auflage. Elsevier, Amsterdam 2018, ISBN 978-0-444-63779-6 (englisch).
  - S. F. Mughabghab: Atlas of Neutron Resonances: Resonance Properties and Thermal Cross Sections Z=61-102. 6. Auflage. Elsevier Science, San Diego 2018, ISBN 978-0-444-63780-2 (englisch).
  - Online, siehe National Nuclear Data Center
- Pile Neutron Research, Addison-Wesley 1953
- Neutron cross section, McGraw Hill 1955, Pergamon Press 1957

### Sachbücher
- The neutron story, Garden City: Doubleday 1959
  - Deutsche Übersetzung: Das Neutron: die Erforschung der Materie, München: Desch 1960
- Über die Kernenergie: Die Möglichkeiten ihrer friedlichen Anwendung, Wiesbaden: Rheinische Verlagsanstalt 1959